# ライヴ・イン・トーキョー
『ライヴ・イン・トーキョー』（英語: Live in Tokyo）は、アメリカのエレクトリック・ジャズ・バンド、ウェザー・リポート初のライブ・アルバム。

## 解説
このライブ・コンサートは、1972年中に日本で開催された5回のコンサートのうちの1回であり、1972年1月13日に録音された。なおコンサートは5回ともすべて売り切れとなった。前作『アイ・シング・ザ・ボディ・エレクトリック』にも同ライブからの3曲が編集を施して収録されていたが、このライブ・アルバムでは全体としての仕上がりを考えて、そのままの演奏が収録されている。

## 収録曲
| #  | タイトル | 作詞 | 作曲                  | 時間  |
| -- | --- | ---- | --------------------- | ----- |
| 1. | 「ヴァーティカル・インヴェーダー〜セヴンス・アロー〜T.H.〜ドクター・オノリス・コウサ - "Vertical Invader"/"Seventh Arrow"/"T.H."/"Doctor Honoris Causa"」(Medley) |      | ヴィトウス/ザヴィヌル | 26:14 |
| 2. | 「スルクク〜ロスト〜アーリー・マイナー〜ディレクションズ - "Surucucu"/"Lost"/"Early Minor"/"Directions"」(Medley)                                                 |      | ショーター/ザヴィヌル | 19:19 |
| 3. | 「オレンジ・レディ - "Orange Lady"」 |      | ザヴィヌル            | 18:14 |
| 4. | 「ユリディス〜ザ・ムアーズ - "Eurydice"/"The Moors"」(Medley) |      | ショーター            | 13:49 |
| 5. | 「ティアーズ〜アンブレラ - "Tears"/"Umbrellas"」(Medley) |      | ショーター/ザヴィヌル | 10:54 |

## パーソネル
- ウェイン・ショーター – テナー・サックス、ソプラノ・サックス
- ジョー・ザヴィヌル  – エレクトリック・ピアノ、アコースティック・ピアノ
- ミロスラフ・ヴィトウス – エレクトリック・ベース、アコースティック・ベース
- エリック・グラヴァット  – ドラム
- ドン・ウン・ロマン – パーカッション